# Cladopsammia gracilis
Espèce
Statut CITES
Cladopsammia gracilis est une espèce de coraux appartenant à la famille des Dendrophylliidae.